# Benjamí I
|  | Per a altres significats, vegeu «Patriarca Benjamí I». |

Benjamí (copte: Ⲃⲉⲛⲓⲁⲙⲓⲛ; àrab: بنيامين, Binyāmīn) (?, 590 - Alexandria, 16 de gener de 662) va ser patriarca copte d'Alexandria de l'any 626 fins a la seva mort el 662.
Nascut en una família benestant, es va fer monjo cap a l'any 620, en un monestir de Canop (actualment Abukir) que seguia la regla cenobítica de Pacomi de Tabenna, i va adoptar com a pare espiritual a un monjo anomenat Teonas. Aquest monjo el va posar en contacte amb patriarca Andrònic, que el va prendre com a col·laborador, el va ordenar sacerdot i el va designar secretari personal i successor seu.
Benjamí va ser elegit patriarca l'any 626, quan Egipte estava dominat pels perses que havia deixat com a ocupants el rei Còsroes II. L'any 630, el país va tornar a mans de l'Imperi Romà d'Orient. L'emperador Heracli va imposar com a patriarca d'Alexandria de l'Església Ortodoxa i com a prefecte d'Egipte al bisbe Cir, i li va encarregar que aconseguís la reunificació de les Esglésies cristianes per mitjà de la negociació o per la força. Va seguir una dècada de persecucions violentes contra l'Església Copta, durant la qual el papa Benjamí es va haver de refugiar a l'Alt Egipte i s'havia de desplaçar de monestir en monestir per escapar de l'arrest. El seu germà Mennas va ser torturat amb foc i finalment ofegat al Nil pels agents del patriarca Cir.
La conquesta musulmana d'Egipte (640-642) va posar fi a aquesta persecució. Benjamí va poder tornar a Alexandria a finals de 643 o principis de 644 amb un salconduit del general musulmà Amr ibn al-As. Va tenir una entrevista amb ell, on sembla que li va causar una gran impressió, i va poder establir bones relacions amb els nous amos del país, malgrat el tribut cada cop més elevat imposat als coptes, i va ser reconegut com l'únic cap i representant de la religió cristiana a Egipte, i a més li van donar poders judicials.